# یاش چوپرا

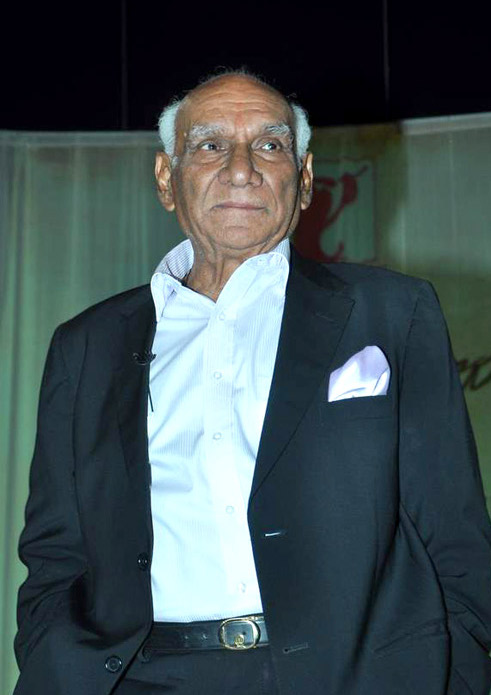
یاش راج جوبرا

یاش راج چوپرا (به هندی: यश राज चोपड़ा ، تولد: ٢٧ سپتامبر ١٩٣٢- مرگ: ٢١ اکتبر ٢٠١٢) کارگردان، فیلمنامه‌نویس و تهیه کننده‌ی برجسته‌ی سینمای هند بود.
یاش چوپرا یکی از بهترین کارگردان های تاریخ هند بود.
چهار کار اخر وی که طی 20 سال ساخته شد همراه ستاره سینمای هند شاهرخ خان بود
یکی از بهترین اثار وی ویر و زارا است.

## فیلمشناسی (به عنوان کارگردان)
| شماره | عنوان فیلم           | سال تولید | ژانر             | توضیحات |
| ----- | -------------------- | --------- | ---------------- | --- |
| ۱     | گل خاک               | ۱۹۵۹      |                  | |
| ۲     | Dharmputra           | ۱۹۶۱      |                  | |
| ۳     | Waqt                 | ۱۹۶۵      |                  | |
| ۴     | Aadmi Aur Insaan     | ۱۹۶۹      |                  | |
| ۵     | اتفاق                | ۱۹۶۹      |                  | |
| ۶     | Daag: A Poem of Love | ۱۹۷۳      | عاشقانه          | |
| ۷     | نجیب                 | ۱۹۷۳      |                  | |
| ۸     | دیوار                | ۱۹۷۵      |                  | |
| ۹     | گاهی اوقات           | ۱۹۷۶      | عاشقانه          | |
| ۱۰    | Trishul              | ۱۹۷۸      |                  | |
| ۱۱    | سنگ سیاه             | ۱۹۷۹      | عاشقانه، جانگداز | |
| ۱۲    | سلسله                | ۱۹۸۱      | عاشقانه          | |
| ۱۳    | مشعل                 | ۱۹۸۴      |                  | |
| ۱۴    | Faasle               | ۱۹۸۵      |                  | |
| ۱۵    | Vijay                | ۱۹۸۸      |                  | |
| ۱۶    | Chandni              | ۱۹۸۹      | عاشقانه          | |
| ۱۷    | Lamhe                | ۱۹۹۱      | عاشقانه          | |
| ۱۸    | Parampara            | ۱۹۹۲      |                  | |
| ۱۹    | ترس                  | ۱۹۹۳      | هیجانی           | برندهٔ بهترین فیلم محبوب تفریحی سالم در جشنوارهٔ نشنال فیلم اواردز                                                                                |
| ۲۰    | دل دیوانه است        | ۱۹۹۷      | موزیکال          | برندهٔ بهترین فیلم محبوب تفریحی سالم در جشنوارهٔ نشنال فیلم اواردز برندهٔ بهترین فیلم در جوایز فیلم‌فیر برندهٔ بهترین فیلم در جشنوارهٔ زی سینه اواردز |
| ۲۱    | ویر-زارا             | ۲۰۰۴      | موزیکال، عاشقانه | |
| ۲۲    | تا وقتی که زنده‌ام    | ۲۰۱۲      | درام، عاشقانه    | یاش چوپرا برندهٔ جایزهٔ فیر برای یک عمر فعالیت هنری موفق شد                                                                                       |